# Drums Along the Mohawk
Drums Along the Mohawk és una pel·lícula estatunidenca dirigida per John Ford, estrenada l'any 1939.

## Argument
El 1776 Lana Martin segueix el seu marit Gilbert 'Gil' Martin per viure amb ell a la vall del riu Mohawk. Els britànics reialistes (els Tories), representats per Caldwell, utilitzen els indis Cherokee per passar la vall a sang i foc i caçar els colons americans. La granja de Lana i Gilbert és la primera a ser cremada...

## Repartiment
- Claudette Colbert: Magdelana « Lana » Borst Martin
- Henry Fonda: Gilbert « Gil » Martin
- Edna May Oliver: Mrs. McKlennar
- Eddie Collins: Christian Reall
- John Carradine: Caldwell
- Dorris Bowdon: Mary Reall
- Jessie Ralph: la Sra. Weaver
- Arthur Shields: Reverend Rosenkrantz
- Robert Lowery: John Weaver
- Roger Imhof: General Nicholas Herkimer
- Francis Ford: Joe Boleo
- Ward Bond: Adam Hartman
- Kay Linaker: la Sra. Demooth
- Russell Simpson: Dr. Petry
- Spencer Charters: L'alberguista
- Si Jenks: Jacob Small
- J. Ronald Pennick: Amos Hartman
- Arthur Aylesworth: George Weaver
- Cap John Big Tree: Blue Back
- Charles Tannen: Dr. Robert Johnson
- Paul McVey: Capità Mark Demooth
- Tiny Jones: la Sra. Reall
- Beulah Hall Jones: Daisy
- Edwin Maxwell: Reverend Daniel Gros
- Robert Greig: Mr. Borst
- Clara Blandick: la Sra. Borst

I, entre els actors que no surten als crèdits :
- Noble Johnson: Un indi
- Lionel Pape: Un general
- Tom Tyler: Capità Morgan
- Clarence Wilson: El caixer
- Mae Marsh: una colona

## Al voltant de la pel·lícula
- Rodatge en els Wabash Mountains i a Cedar City a Utah del 28 de juny a finals d'agost de 1939.
- Henry King havia estat preseleccionat per dirigir la pel·lícula.
- Primera pel·lícula en color de John Ford. La utilització del color permet al realitzador de realitzar l'un dels seus somnis: filmar el foc. El foc és per tot arreu present en la pel·lícula: foc de xemeneia, foc de les torxes, granges i camps en foc, foc de les fletxes, fogueres, explosió, i foc del crepuscle i de l'aurora.
- L'obertura testifica d'un gran domini dramàtic. La pel·lícula comença allà on s'acaba habitualment una història: amb un matrimoni. En alguns plans, el temps del trajecte cap a la vall de Mohawak, es passa de l'alegria i de la despreocupació al terror. En el curs del viatge, de la ciutat d'Albany a una vall salvatge, Lana és molestada en principi per mosques, a continuació els esposos passen una tempesta i la foscor. A penes arribada a casa (una cabana sumària), Lana, resta sola, ja que Gilbert marxa a tallar fusta, és sorpresa i terroritzada per l'indi Blue Back. Es torna histèrica. Rarament un personatge femení ha estat tan maltractat per Ford: d'una vida fàcil a la d'una pionera, després una criada, víctima d'un avortament, després - es suposa - d'una violació en l'atac del fort. C. Colbert és una mica gran per aquest paper de jove casada tirada en una vida ruda i una guerra civil.
- L'escena de l'aparició de Blue Back mostra la influència del cinema expressionista alemany. En efecte, la cara de Lana és bruscament submergida en l'ombra de Blue Back i amarada de terror.
- Darryl F. Zanuck esperava molt de l'escena de la batalla entre els indis i l'exèrcit dels habitants de la vall. Però Ford retardava el moment de filmar la batalla, que té lloc al final del rodatge, mentre que Zanuck esperava el sobre-cost de pressupost per aquesta escena quan Ford li va anunciar que s'havia rodat. De fet, Ford aconsegueix una el·lipse d'una gran eficàcia. Filma la columna dels grangers i soldats marxant a la guerra, a continuació l'espera insuportable de les dones, finalment el retorn de la columna dels sobrevivents ferits, esgotats, magolats. En un deliri febril, la mirada fixa, Fonda explica la batalla a Lana.
- Inhabitual també, un heroi, Gil, que salva els seus companys corrent més ràpidament que els Indis que l'empaiten; aquí no hi ha cavalcada heroica.
- La pel·lícula tracta del naixement d'una Nació: els Estats Units d'Amèrica. Al final de la pel·lícula, la bandera americana és presentada als pioners. En tres plans, Ford exposa la seva visió de l'Amèrica, poble multi-ètnic, unit, malgrat la seva diversitat, darrere de la mateixa bandera estelada i la mateixa esperança. El primer pla mostra una dona negra, el segon pla, un ferrer americà, i el tercer un indi, tots profundament emocionats quan s'hissa la bandera a la cimera del fort. Aquest final pren tota la seva dimensió a la vetlla de la Segona Guerra Mundial.
- El tractament dels segons papers és, com sempre en Ford, particularment cuidat i amatent. Al voltant dels joves esposos gravita una multitud de personatges pintorescs que permeten a Ford d'afegir a la pel·lícula de nombroses tecles realistes.
- L'any 1939, Ford signa tres pel·lícules que marquen profundament la història del cinema: Stagecoach, Young Mr. Lincoln i ‘’Les arrels de la còlera’’. Comparada amb aquests monuments del cinema, Sobre la pista de les Mohawks és sovint considerat com menor en l'obra de Ford.
- És una de les escasses pel·lícules de Ford que acaben amb un happy end.
- Un dels ancestres de Fonda, Douw Fonda, va ser un dels primers colons de Mohawak Valley.
- William Faulkner va col·laborar discretament en el guió de Lamar Trotti.

## Premis
- nominat per l'oscar a la millor actriu secundària (Edna May Oliver)
- nominat per l'oscar a la millor fotografia color (Ray Rennahan i Bert Glennon)